# The Rezillos
The Rezillos, aussi connu sous le nom The Revillos, est un groupe de punk rock et new wave britannique, originaire d'Édimbourg en Écosse. Il est formé en 1976 par Jo Callis, Fay Fife et Eugene Reynolds.

## Biographie
Le groupe est formé à l'Edinburgh College of Art, où étudiait la formation originale des Rezillos. En 1975, les étudiants en arts Jo Callis et Alan Forbes joueront dans un groupe appelé The Knutsford Dominators, qui reprendra des chansons rock and roll des années 1950 et 1960 : Forbes était à l'origine l'un des deux premiers batteurs du groupe,. The Knutsford Dominators se séparent, mais Callis et Forbes voulaient faire de la musique dans cette même veine. Le duo recrute le bassiste local Dave Smythe et l'étudiant en architecture Mark Sinclair Harris à la seconde guitare, et forment leur nouveau groupe, les Rezillos en mars 1976. Le nom de leur groupe s'inspire du nom d'un club appelé Revilos qui apparaitra dans la première édition du comic book The Shadow de DC Comics en novembre 1973,. Au départ, Callis, Forbes et Harris partageaient le chant.
En octobre 1978, le groupe enregistre un nouveau single, Destination Venus, avec le producteur Martin Rushent au studio The Manor, pour une sortie le mois prochain.
Le groupe se sépare en 1978. Après cette séparation, le guitariste Callis, le bassiste Templar et le batteur Paterson formeront Shake avec Troy Tate, publiant un EP et deux singles (ce dernier sous le nom de Jo Callis/S.H.A.K.E. Project). Le groupe s'avère un échec, et après sa dissolution, Paterson et Tate forment un autre groupe appelé TV21, également sans grand succès. Ils décideront de ranimer The Rezillos, mais sous le nom de The Revillos.
Le groupe se reforme sous The Rezillos en 2001. En novembre 2011, le groupe participe avec la Sir Reo Stakis Foundation Legend Award au Tartan Clef Awards, et publient un single, Out Of This World, en décembre 2011. En novembre 2012, les Rezillos entreprennent leur première tournée nord-américaine.

## Discographie

### Albums studio
- 1978 : Can't Stand The Rezillos
- 2015 : Zero

### Singles
- "I Can't Stand My Baby" - 1977
- "(My Baby Does) Good Sculptures" - 1977
- "Top of the Pops" - 1978
- "Destination Venus" - 1978
- "Cold Wars" (live) - 1979
- "Where's The Boy For Me" - 1979
- "Motorbike Beat" - 1980
- "Scuba Scuba" - 1980
- "Hungry For Love" - 1980
- "Monster Man" - 1981
- "Bongo Brain" - 1981
- "Santa Claus Is Coming To Town" - 1981
- "Tell Him" - 1982
- "Bitten By A Love Bug" - 1983
- "Midnight" - 1984